# NGC 2885
NGC 2885 = IC 538 ist eine linsenförmige Galaxie vom Hubble-Typ S0 im Sternbild Löwe an der Ekliptik. Sie ist schätzungsweise 351 Millionen Lichtjahre von der Milchstraße entfernt.
Das Objekt wurde am 24. Februar 1827 vom französischen Astronomen John Herschel entdeckt.